# Różnosłupkowość

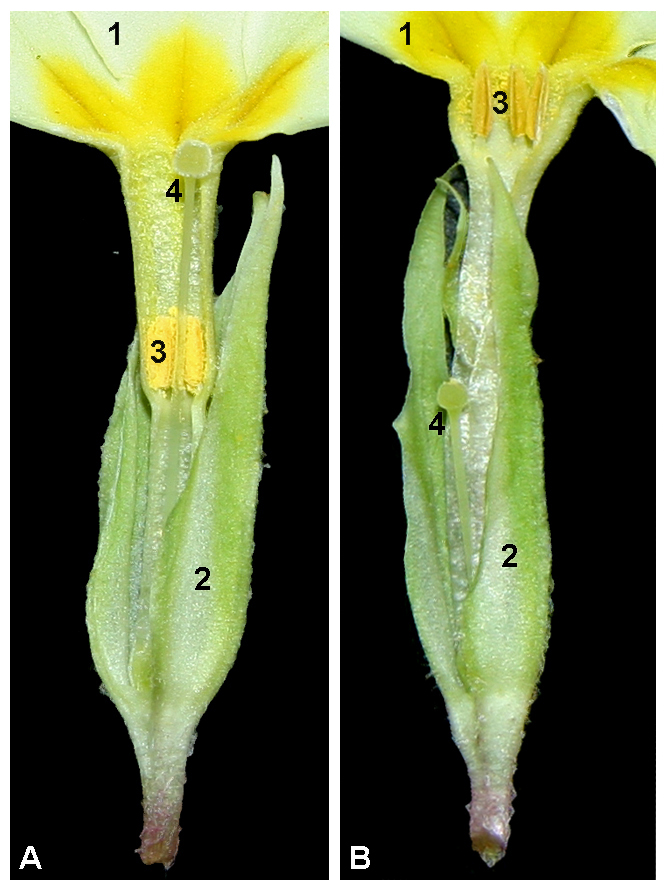
Różnosłupkowość u pierwiosnka:
1. korona, 2. kielich, 3. pręciki, 4.słupek

Różnosłupkowość (heterostylia) – wytwarzanie na roślinie tego samego gatunku kwiatów dwupostaciowych (distylia) Czasami (rzadko) zdarzają się trójpostaciowe (tristylia).
U pierwiosnka np. istnieją dwa rodzaje kwiatów: w jednych kwiatach słupki są wyżej niż pręciki, w drugich odwrotnie. Kwiaty pierwiosnków mające długą rurkę kwiatową zapylane są zwykle przez motyle. Gdy motyl włoży swoją ssawkę do kwiatu o nisko osadzonych pręcikach, to pyłek przylepi się do górnej części ssawki. Pyłek ten zapyli kwiat o wysoko położonym słupku, gdy motyl przeleci na następny kwiat pierwiosnka.
Różnosłupkowość utrudnia samozapylenie się kwiatów, mimo że są to kwiaty obupłciowe. Jest to jeden z mechanizmów zapobiegających zapyleniu słupka kwiatów przez pyłek pochodzący z tej samej rośliny. Dla większości roślin takie samozapylenie jest bowiem niepożądane, gdyż prowadzi do zmniejszenia różnorodności genowej osobników potomnych. 
Zobacz też: zapylenie krzyżowe, samopłonność